# Imparfinis stictonotus
Imparfinis stictonotus är en fiskart som först beskrevs av Fowler, 1940.  Imparfinis stictonotus ingår i släktet Imparfinis och familjen Heptapteridae. Inga underarter finns listade i Catalogue of Life.